# Großsteingrab Schartau
Das Großsteingrab Schartau war eine mögliche megalithische jungsteinzeitliche Grabanlage bei Schartau einem Stadtteil von Burg im Landkreis Jerichower Land, Sachsen-Anhalt. Es wurde wohl spätestens im 19. Jahrhundert zerstört. Eine Beschreibung der Anlage liegt nicht vor, ihre mögliche Existenz ist nur durch die Bezeichnung „das Hühnerfeld“ auf einem historischen Messtischblatt belegt.